# Montage (manga)
Pour les articles homonymes, voir Montage (homonymie).
Montage (モンタージュ, Montāju) est un seinen manga créé par Jun Watanabe (ja). Il est prépublié entre juin 2010 et février 2015 dans le magazine Weekly Young Magazine de l'éditeur Kōdansha, et compilé en un total de 19 volumes reliés sortis entre octobre 2010 et mai 2015. La version française est éditée par Kana dans la collection « Big Kana » entre septembre 2013 et avril 2017.
Une adaptation en drama est diffusée les 25 et 26 juin 2016 sur la chaine Fuji TV,.

## Synopsis
La vie de Yamato Narumi, dix ans, est bouleversée le jour où, en compagnie de son amie Miku Odagiri, il découvre un policier blessé qui lui révèle avant de mourir que son père, Tetsuya Narumi, est l'auteur du casse des 300 millions de yen. On retrouve le corps sans vie de ce dernier peu après, et Yamato emménage chez la famille Odagiri. Six ans plus tard, le jeune homme retrouve un des billets du casse dans les affaires de son père. Il devra à partir de cet instant suivre les conseils du policier et « ne faire confiance à personne ». La première étape de sa quête pour découvrir la vérité le mène sur Gunkanjima, une île fantôme.

## Personnages
Yamato Narumi (鳴海 大和)
Miku Odagiri (小田切 未来)

## Contexte
De nombreux éléments de Montage sont inspirés du casse des 300 millions de yen, un braquage ayant eu lieu au Japon le 10 décembre 1968. L'affaire reste encore à ce jour irrésolue.
Le titre du manga, Montage, est inspiré du photomontage (ou portrait-robot) du braqueur qui fut effectué à l'époque et largement diffusé au Japon lors de l'enquête, rendant l'image aussi célèbre que le braquage qui lui est associé.
L'île de Hashima, également appelée Gunkanjima, où Yamato et Miku retrouvent une partie du butin, existe aussi réellement.

### Édition japonaise
Kōdansha
1. 1 2  (ja) « Tome 1 »
2. 1 2  (ja) « Tome 2 »
3. 1 2  (ja) « Tome 3 »
4. 1 2  (ja) « Tome 4 »
5. 1 2  (ja) « Tome 5 »
6. 1 2  (ja) « Tome 6 »
7. 1 2  (ja) « Tome 7 »
8. 1 2  (ja) « Tome 8 »
9. 1 2  (ja) « Tome 9 »
10. 1 2  (ja) « Tome 10 »
11. 1 2  (ja) « Tome 11 »
12. 1 2  (ja) « Tome 12 »
13. 1 2  (ja) « Tome 13 »
14. 1 2  (ja) « Tome 14 »
15. 1 2  (ja) « Tome 15 »
16. 1 2  (ja) « Tome 16 »
17. 1 2  (ja) « Tome 17 »
18. 1 2  (ja) « Tome 18 »
19. 1 2  (ja) « Tome 19 »

### Édition française
Kana
1. 1 2  (fr) « Tome 1 »
2. 1 2  (fr) « Tome 2 »
3. 1 2  (fr) « Tome 3 »
4. 1 2  (fr) « Tome 4 »
5. 1 2  (fr) « Tome 5 »
6. 1 2  (fr) « Tome 6 »
7. 1 2  (fr) « Tome 7 »
8. 1 2  (fr) « Tome 8 »
9. 1 2  (fr) « Tome 9 »
10. 1 2  (fr) « Tome 10 »
11. 1 2  (fr) « Tome 11 »
12. 1 2  (fr) « Tome 12 »
13. 1 2  (fr) « Tome 13 »
14. 1 2  (fr) « Tome 14 »
15. 1 2  (fr) « Tome 15 »
16. 1 2  (fr) « Tome 16 »
17. 1 2  (fr) « Tome 17 »
18. 1 2  (fr) « Tome 18 »
19. 1 2  (fr) « Tome 19 »